# Dissing+Weitling
Dissing + Weitling este o companie de arhitectură și design în Copenhaga, Danemarca. Fondatorii și omonimii Hans Dissing și Otto Weitling au fondat firma la moartea lui Arne Jacobsen ca o continuare a biroului său, unde amândoi fuseseră angajați cheie.
Dissing + Weitling este deosebit de remarcabil pentru proiectarea unui număr mare de poduri din întreaga lume, variind de la poduri mici pentru pietoni și biciclete la unele dintre cele mai lungi poduri din lume, inclusiv Marea Centură Daneză și Podul Øresund.